# Nuovo Calcio Trento 1998-1999
Questa pagina raccoglie le informazioni riguardanti il Nuovo Calcio Trento nelle competizioni ufficiali della stagione 1998-1999.

## Rosa
| N. |                   | Ruolo | Calciatore        |
| -- | ----------------- | ----- | ----------------- |
|    | Italia (bandiera) | C     | Matteo Bellucci   |
|    | Italia (bandiera) |       | Bianchi           |
|    | Italia (bandiera) | A     | Giorgio Bresciani |
|    | Italia (bandiera) | D     | Edoardo Brivio    |
|    | Italia (bandiera) | C     | Giacomo Callegari |
|    | Italia (bandiera) |       | Foladori          |
|    | Italia (bandiera) | C     | Massimo Gallaccio |
|    | Italia (bandiera) |       | Gallo             |
|    | Italia (bandiera) | A     | Giorgio Garnica   |
|    | Italia (bandiera) | D     | Marco Girardi     |
|    | Italia (bandiera) | A     | Daniele Giulietti |
|    | Italia (bandiera) | C     | Maurizio Improta  |
|    | Italia (bandiera) | D     | Michele Ischia    |

| N. |                   | Ruolo | Calciatore        |
| -- | ----------------- | ----- | ----------------- |
|    | Italia (bandiera) | A     | Stefano Marchetti |
|    | Italia (bandiera) | D     | Simone Marini     |
|    | Italia (bandiera) | C     | Marco Martini     |
|    | Italia (bandiera) |       | Nordi             |
|    | Italia (bandiera) | A     | Andrea Orlandi    |
|    | Italia (bandiera) | D     | Yuri Pellegrini   |
|    | Italia (bandiera) | P     | Alessandro Puppin |
|    | Italia (bandiera) | D     | Simone Sceffer    |
|    | Italia (bandiera) | C     | Alberto Tenzon    |
|    | Italia (bandiera) | D     | Boris Volani      |
|    | Italia (bandiera) | D     | Denis Zanardo     |
|    | Italia (bandiera) | P     | Davide Zomer      |